# Cuisles
Cuisles é uma comuna francesa na região administrativa do Grande Leste, no departamento de Marne. Estende-se por uma área de 2.78 km², e possui 128 habitantes, segundo o censo de 2018, com uma densidade de 46 hab/km².